# فيكتوريا ديمشينكو
فيكتوريا ألبرتوفنا ديمشينكو (بالروسية: Виктория Альбертовна Демченко ؛ من مواليد 26 نوفمبر 1995)، لاعبة تزلج على الزحافات روسية. هي ابنة ألبرت ديمشينكو ، وهو أيضًا مدربها.

## روابط خارجية
- Victoria Demchenko في موقع الاتحاد الدولي للزحافات